# Port d'Orjaku
Le port d'Orjaku (estonien : Orjaku sadam, code EE ORJ )  est un port à Orjaku en Estonie.

## Présentation
Le port est construit dans le village d'Orjaku sur l'île de Kassari dans le comté de Hiiu.
Le port a été construit en 1912 comme base pour la flotte minière de la mer Baltique. Au moment de la Première Guerre mondiale, deux piliers défensifs étaient prêts.
En 1978-1982, la ferme collective de pêche Hiiu Kalur a construit un yacht club dans le port.
L'accès au port d'Orjaku depuis la mer est sécurisé par les phares d'Orjaku, construits en 1962 en assemblant des anneaux en béton armé, sur la côte sud de Hiiumaa, près de la baie de Jausa. 
La hauteur du phare le plus bas est de 10 mètres et la hauteur du phare le plus haut est de 16 mètres. 
Les phares figurent sur des timbres postaux publiés par Omniva et conçus par Roman Matkiewicz.

## Galerie

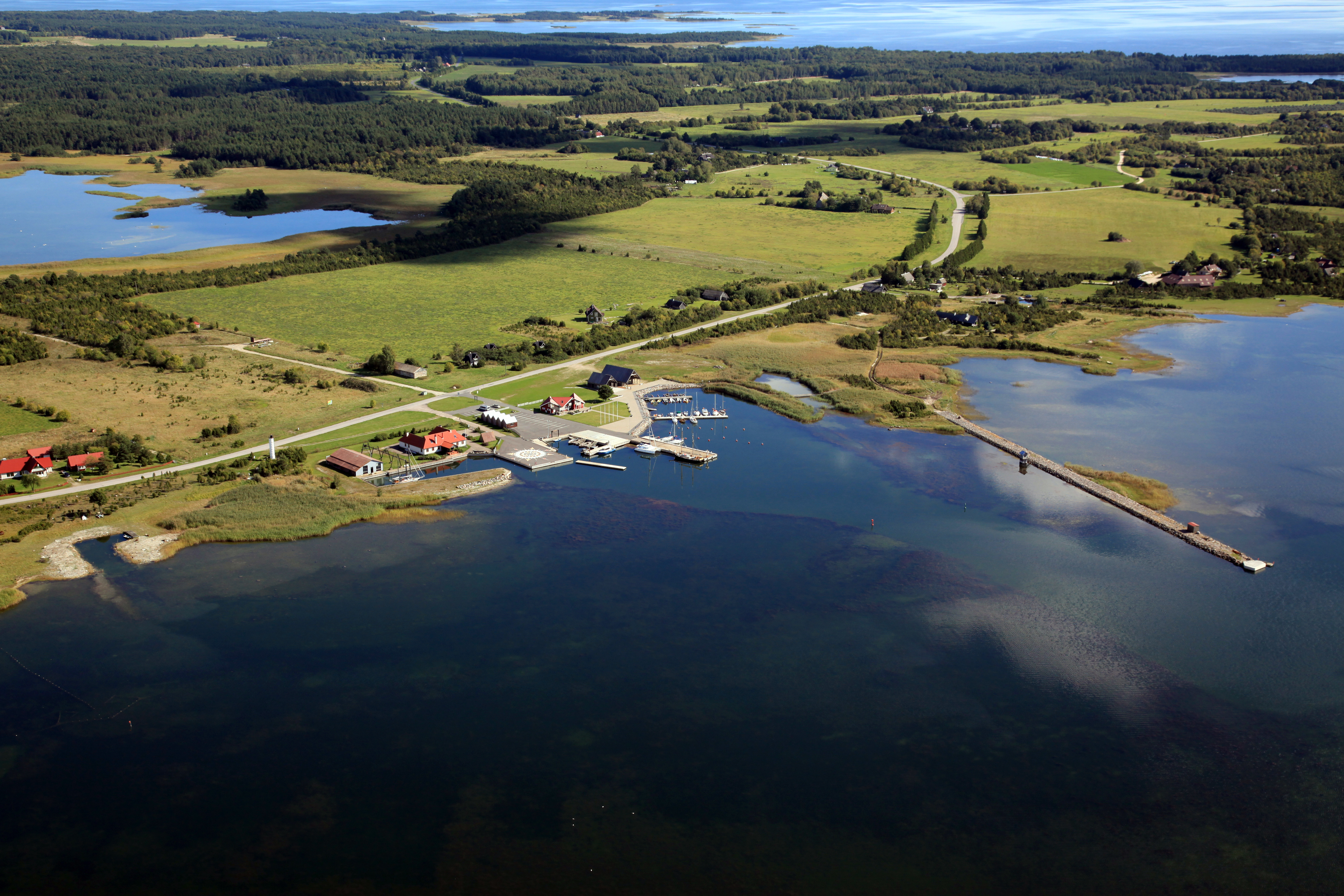
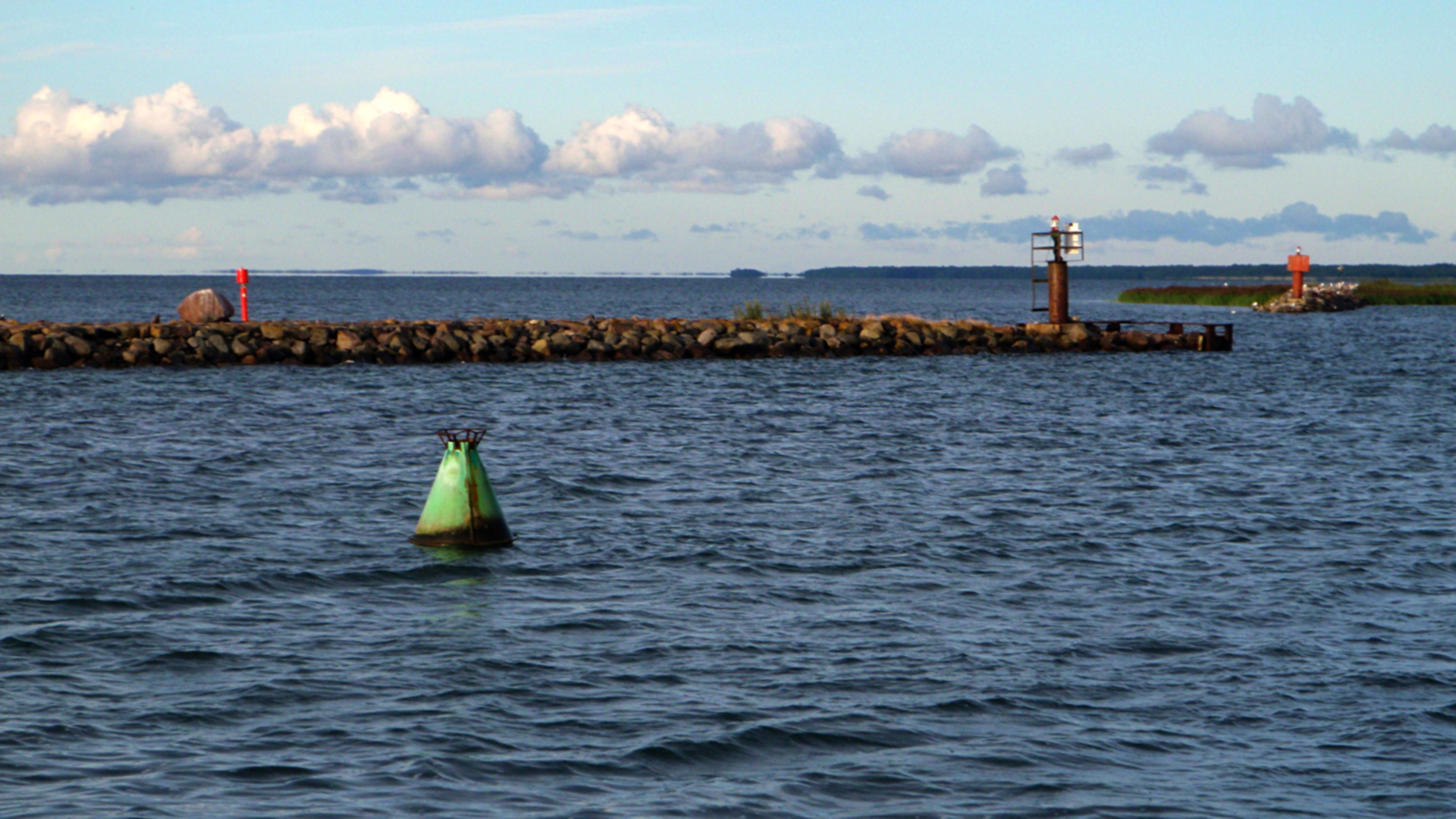
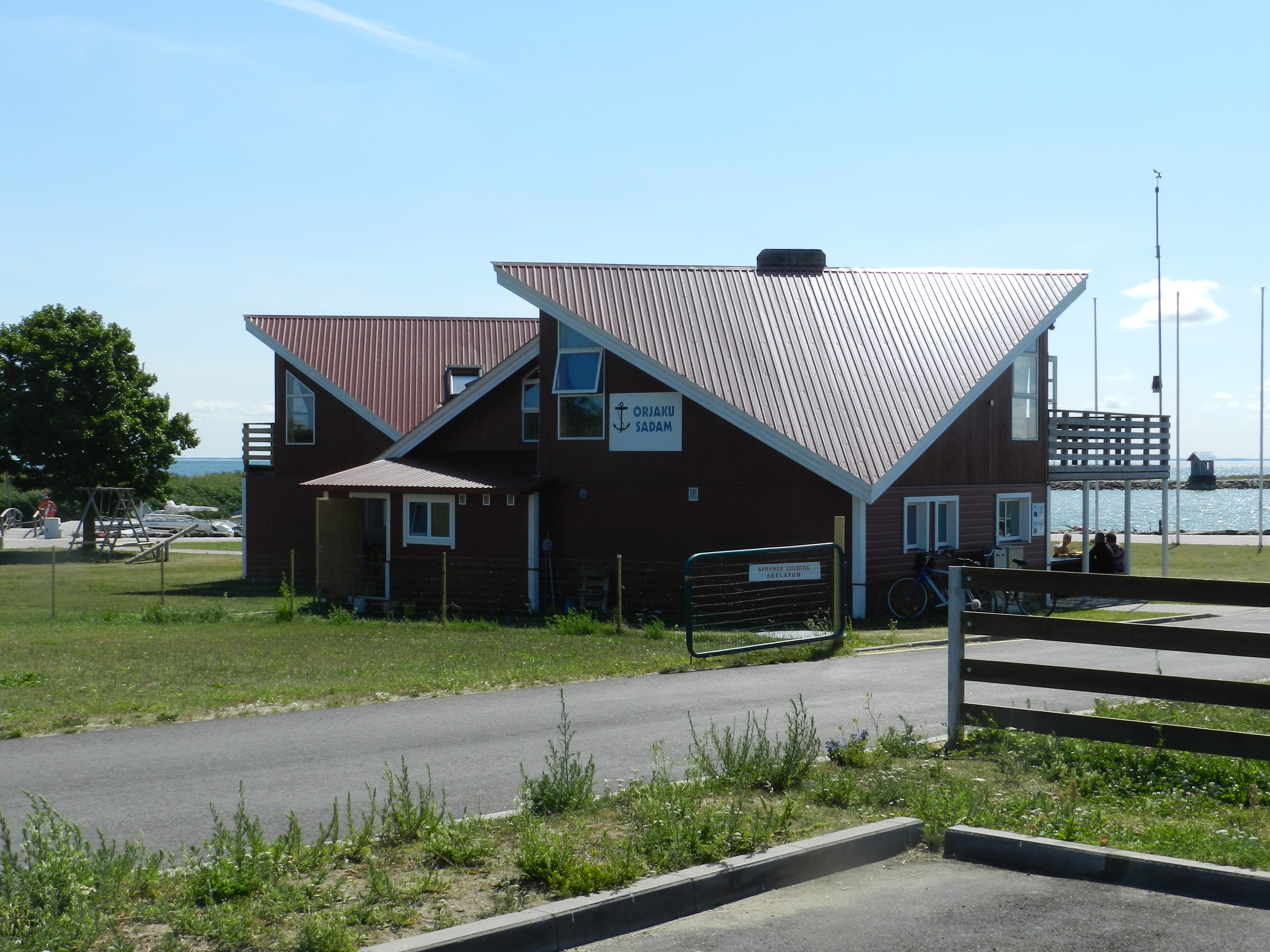